# Pop filtr

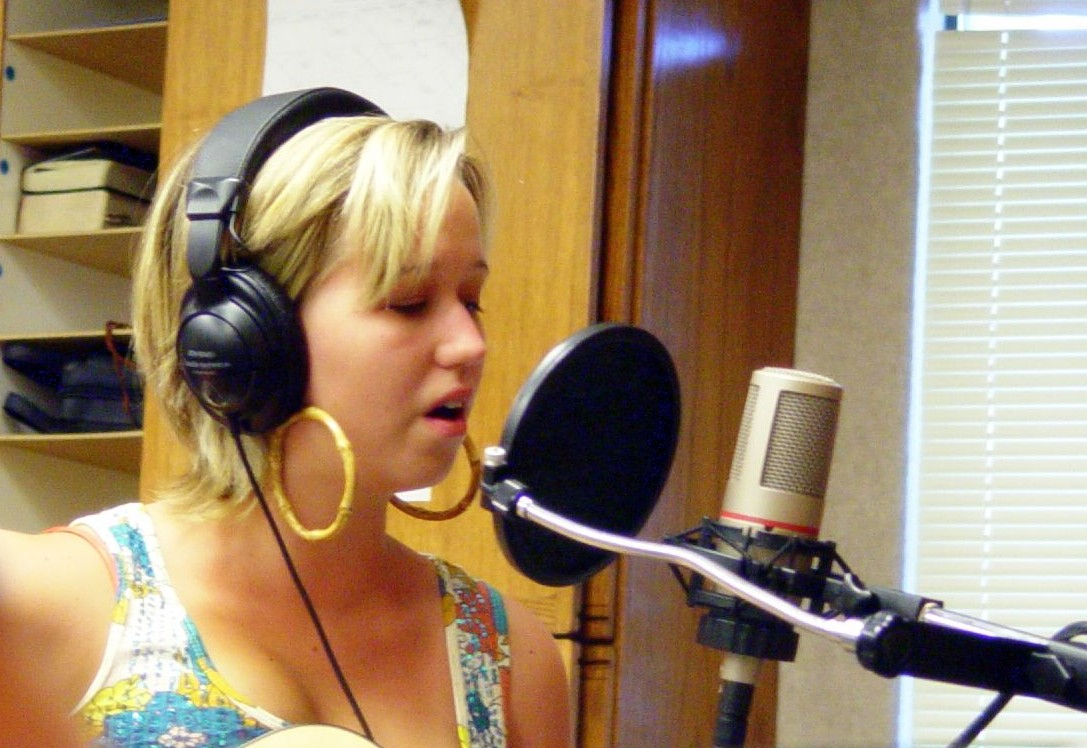

Pop filtr – filtr mechaniczny używany najczęściej w studiach nagraniowych lub radiowych, służący do wyeliminowania dźwięków związanych z szybko poruszającym się powietrzem.
Pop filtr to osłona najczęściej wykonana w formie siatki, tkaniny (np. nylonowej) rozciągniętej na okrągłej metalowej ramce. Filtr umieszcza się przed mikrofonem i powoduje tłumienie niepożądanych dźwięków (głównie tzw. spółgłosek wybuchowych), oraz chroni przed gromadzeniem się śliny na mikrofonie.